# Ole Krarup

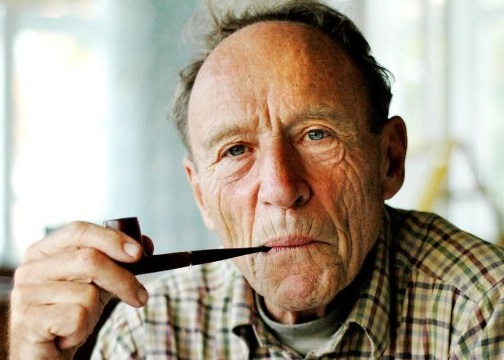
Ole Krarup (2014)

Ole Krarup (* 17. März 1935 in Aarhus; † 7. Oktober 2017) war ein dänischer Politiker der Partei Folkebevægelsen mod EU („Volksbewegung gegen die EU“).

## Politische Laufbahn
Krarup war ab 1994 neben seinem Parteikollegen Lis Jensen eines von noch zwei Mitgliedern seiner Partei im Europäischen Parlament, ab der Wahl 1999 als einziger Vertreter, wo er der Konföderalen Fraktion der Vereinigten Europäischen Linken angehörte. Zuletzt war er Mitglied im Ausschuss für bürgerliche Freiheiten, Justiz und Inneres, im Haushaltskontrollausschuss und in der Delegation für die Beziehungen zu Südafrika sowie Stellvertreter im Ausschuss für konstitutionelle Fragen und in der Delegation in der Paritätischen Parlamentarischen Versammlung AKP-EU.
2006 zog er sich zurück, und am 1. Januar 2007 rückte Søren Bo Søndergaard für ihn ins Europäische Parlament nach.

## Ausbildung
- Professor und Doktor in Jura

## Karriere
- 1994 – 31. Dezember 2006 Mitglied des Europäischen Parlaments